# Cessation of Hostilities
Cessation of Hostilities è una compilation dei Battlezone pubblicata nel 2001.

## Tracce
1. Fighting Back – 2:21
2. Welcome to the Battlezone – 3:26
3. Warchild – 2:51
4. In the Darkness – 4:12
5. The Land God Gave to Caine – 7:21
6. Running Blind – 4:44
7. Too Much to Heart – 4:45
8. Voice on the Radio – 3:09
9. Welfare Warriors – 4:41
10. Feel the Rock – 3:09
11. Rip it Up – 2:51
12. I Don't Wanna Know – 3:25
13. Nuclear Breakdown – 5:01
14. Torch of Hate – 3:06
15. Whispered Rage – 4:49
16. Children of Madness – 5:30
17. Metal Tears – 6:12
18. It's Love – 3:44